# جائزة الكرة الذهبية 1972
جائزة الكرة الذهبية 1972، جائزة سنوية تُعطى لأفضل لاعب كرة القدم في العالم من طرف مجلة فرانس فوتبول الفرنسية، كما تقرره لجنة دولية من الصحفيين الرياضيين، وفاز بالجائزة في 1972 اللاعب الألماني الغربي فرانز بيكنباور لاعب بايرن ميونخ.

## الترتيب
| الترتيب | اللاعب         | النادي               | الجنسية         | النقاط |
| ------- | -------------- | -------------------- | --------------- | ------ |
| 1       | فرانز بيكنباور | بايرن ميونخ          | ألمانيا الغربية | 81     |
| 2       | ساندرو مازولا  | إنتر ميلان           | ألمانيا الغربية | 79     |
| 3       | غونتر نيتزر    | بوروسيا مونشنغلادباخ | ألمانيا الغربية | 79     |